# Boks na Letnich Igrzyskach Olimpijskich 1924
Wyniki zawodów bokserskich podczas Igrzysk Olimpijskich w Paryżu.
Zawody przeprowadzono w dniach od 15 do 20 lipca 1924 r. Walki odbywały się w Velodrome d'hiver. Wzięło udział 181 bokserów z 27 krajów.
Pojedynki składały się z trzech rund. Dwie pierwsze po trzy minuty i trzecia czterominutowa.

## Medaliści
| Konkurencja                   | Złoty                | Srebrny           | Brązowy             |
| waga musza (50,802 kg)        | Fidel LaBarba        | James McKenzie    | Raymond Fee         |
| waga kogucia (53,525 kg)      | William Smith        | Salvatore Tripoli | Jean Ces            |
| waga piórkowa (57,152 kg)     | John "Jackie" Fields | Joseph Salas      | Pedro Quartucci     |
| waga lekka (61,237 kg)        | Hans Nielsen         | Alfredo Copello   | Frederick Boylstein |
| waga półśrednia (66,678 kg)   | Jean Delarge         | Héctor Méndez     | Douglas Lewis       |
| waga średnia (72,574 kg)      | Harry Mallin         | John Elliott      | Joseph Beeken       |
| waga półciężka (79,378 kg)    | Harold Mitchell      | Thyge Petersen    | Sverre Sørsdal      |
| waga superciężka (>79,378 kg) | Otto von Porat       | Søren Petersen    | Alfredo Porzio      |

## Klasyfikacja medalowa
| Klasyfikacja medalowa |                   |   |   |   |       |
| Lp.                   | Państwo           |   |   |   | Razem |
| 1                     | Stany Zjednoczone | 2 | 2 | 2 | 6     |
| 2                     | Wielka Brytania   | 2 | 2 | 0 | 4     |
| 3                     | Dania             | 1 | 2 | 0 | 3     |
| 4                     | Belgia            | 1 | 0 | 1 | 2     |
| 4                     | Norwegia          | 1 | 0 | 1 | 2     |
| 6                     | Południowa Afryka | 1 | 0 | 0 | 1     |
| 7                     | Argentyna         | 0 | 2 | 2 | 4     |
| 8                     | Kanada            | 0 | 0 | 1 | 1     |
| 9                     | Francja           | 0 | 0 | 1 | 1     |

## Polscy reprezentanci
- Waga półśrednia – Adam Świtek, przegrał w 1/32 z Hugh Haggertym z USA przez TKO w 1r.
- Waga półśrednia – Jan Ertmański,przegrał w 1/16 z Hugh Haggertym z USA przez TKO w 2r.
- Waga średnia – Eugeniusz Nowak, przegrał w 1/16 z Irlandczykiem Wiliamem Murphym przez KO w 1r.
- Waga półciężka – Jan Gerbich, przegrał w 1/16 z Duńczykiem Thyge Petersenem przez TKO w 2r.
- Waga ciężka – Tomasz Konarzewski, przegrał w 1/16 z Duńczykiem Robertem Larsenem przez dyskwalifikację w 2r.